# Jean Bedé de la Gourmandière
Pour les articles homonymes, voir Bedé.
 (août 2013).
Si vous disposez d'ouvrages ou d'articles de référence ou si vous connaissez des sites web de qualité traitant du thème abordé ici, merci de compléter l'article en donnant les références utiles à sa vérifiabilité et en les liant à la section « Notes et références ».
Jean Bedé de la Gourmandière (1563-1648) est un avocat et écrivain français d'origine angevine. Il est fils de Roch Bedé (1537-1599) et de Perrine Arnoul, sa première femme, de Château-Gontier.
Il étudie à Genève (1584). Avocat au parlement de Paris dès 1594. Membre de l'Église réformée, il en est le doyen du consistoire (1641). Il est plusieurs fois député de la province d'Ile-de-France aux assemblées politiques de Loudun et de Vendôme (1596), Saumur (1597), Châtellerault (1598) et Jargeau (1608). Il est l'auteur d'ouvrages et de pamphlets sur les questions religieuses et politiques qui agitent le temps.
Il épouse en 1595, Marie d'Ailleboust, fille de Jean d'Ailleboust, médecin des rois Henri III et Henri IV, et de Marguerite Minagier, de la ville de Sens. Le couple demeure à Paris dans une maison de la rue du Colombier (paroisse St-Sulpice). 
À la mort de son père, Jean Bédé hérite de biens patrimoniaux (métairies et closeries) en Anjou : la Gourmandière, les Fougerais, l'Oisillière, la Hautecuve, qu'il lègue en 1639 à deux de ses petits-fils aînés, à charge pour eux de les transmettre d'aîné à aîné (les filles sont exclues).

## Descendants
- Isaac Bédé de la Locherie (1596-1649), sans postérité;
- Marie Bédé, mariée en 1624 à Gédéon de Conquérant, sgr de Gondreville et de la Madeleine;
- Élie Bédé des Fougerais (1599-1667), médecin ;
- David Bédé de Loisillière, avocat au parlement (1660-1667);
- Henri Bédé (1604-1618) ;
- Alexandre Bédé de Haultement, (1606-1637) sans alliance.

## Publications
- Le Droit des roys contre le cardinal Bellarmin et autres jésuites (1611). Texte en ligne :
- Les Droicts de l'Église catholique et de ses prebstres (1613)
- Discours d'Estat sur la protection des alliez (1614)
- Consultation de Me I. Bedé sieur de La Gormandière, angevin, avocat au parlement de Paris, sur la question, si le pape est supérieur du roi en ce qui est du temporel (1615)
- La Messe en françois (1618)
- Ceci est mon corps, traicté auquel est déduicte l'histoire de l'Évangile de grâce, avec ses seaux sacrez (1618)
- La Response au libelle publié par les Jésuites de Paris contre la dignité de la Saincte Escriture, sous un tel tiltre : Instruction du procès de la religion prétendue réformée, par le R. P. Jean Gontery (1618)
- Conférence de la Coene apostolique avec la Messe romaine (1639)
- De la Liberté de l'Église gallicane (1646)